# Daniel Hallingström
Daniel Christian Hallingström (tidigare Johansson), född 10 februari 1981 i Gamleby, är en svensk före detta fotbollsspelare (försvarare) som senast spelade för Åtvidabergs FF.

Hallingströms moderklubb är Gamleby IF. Han spelade för klubben fram tills han 1999 värvades av Åtvidabergs FF. Han spelade två säsonger för klubben innan han 2001 gick till Kalmar FF. Det blev en kort period i den småländska klubben där Hallingström endast fick spela två matcher innan han inför nästa säsong återvände till Åtvidaberg. I november 2009 förlängde han sitt kontrakt med klubben på två år. Han förlängde återigen sitt kontrakt med klubben i augusti 2011, denna gång ett avtal fram tills 2013. Efter säsongen 2015 avslutade Hallingström sin karriär.  
Hallingström är med på listan över Svensk Elitfotbolls legendarer tillsammans med 21 andra.